# Лібералії
Лібера́лії (лат. Liberalia) — офіційні свята в Римі, які справлялися 17 березня на честь Вакха Лібера. Цього дня юнаки на знак повноліття надягали чоловічу тогу (toga viriiis або toga libera) і складали жертви на Капітолії.